# Fukuyama
Fukuyama (福山市, Fukuyama-shi) és una ciutat de la prefectura d'Hiroshima, al Japó.

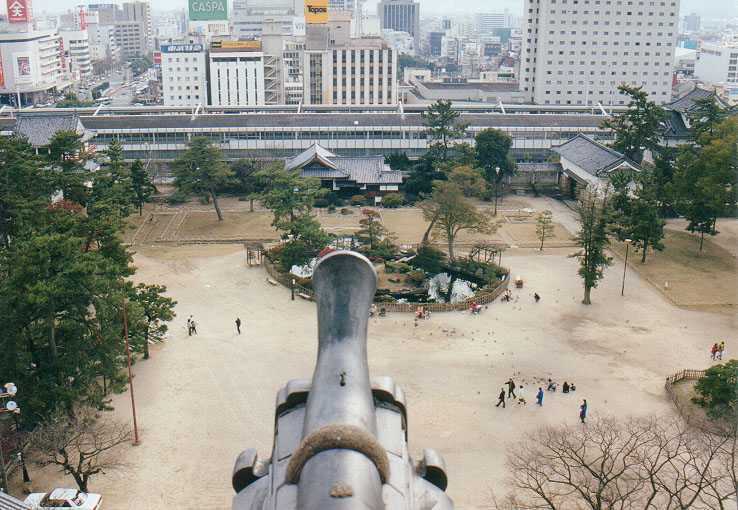
Vista de la ciutat des del Castell de Fukuyama

El 2015 tenia una població estimada de 472.354 habitants i una densitat de població de 898 habitants/km². Té una àrea total de 461,23 km². És la segona ciutat més gran de la prefectura després d'Hiroshima.

## Geografia
Fukuyama està situada a l'extrem oriental de la prefectura de Hiroshima, fent frontera amb la prefectura d'Okayama per l'est. Pel sud, està encarada al mar Bingonada, on desemboca el riu Ashida que creua la ciutat. La municipalitat inclou les illes de Yokoshima i Tajima, així com diversos illots.

## Història
L'àrea de l'actual ciutat de Fukuyama fou fundada per Mizuno Katsunari com a poble castell el 1619.
Durant la modificació de la frontera entre les prefectures de Hiroshima i Okayama del 1876, el poble de Fukuyama passà a formar part de la prefectura de Hiroshima. El poble de Fukuyama esdevingué ciutat l'1 de juliol de 1916.
L'1 d'abril de 1998 fou nomenada ciutat-nucli del Japó.